# 1968년 프랑스 총선
1968년 프랑스 총선은 68 혁명으로 샤를 드 골 대통령이 국민의회를 해산해 1968년 6월 23일과 6월 30일 치러진 총선이다. 여당인 5공화국민주연합은 공화국민주연합으로 당명을 바꾸고 '공산주의 위협'에 맞서 '공화국을 방어'할 것을 호소했다. 이에 반해 좌파진영은 민주사회좌파연합, 프랑스 공산당, 통합사회당이 서로 싸우며 분열했고, 이는 결국 공화국연맹의 의석수가 증가하는 결과를 가져온다.

## 선거 결과
1968년 6월 23일, 30일 프랑스 국민의회 선거결과
| 정당     | 정당                                                      | 정당     | 1차 투표   | 1차 투표 | 결선 투표  | 결선 투표 | 의석           |
| 정당     | 정당                                                      | 정당     | 득표       | %        | 득표       | %         | 의석           |
| -------- | --------------------------------------------------------- | -------- | ---------- | -------- | ---------- | --------- | -------------- |
|          | 공화국민주연합 - 독립공화당 - 공화국민주연합 - 독립공화당 | UDR-RI   | 9,667,532  | 43.65    | 6,762,170  | 46.39     | 354 - 293 - 61 |
|          | 진보와 현대 민주주의                                      | CD       | 2,289,849  | 10.34    | 1,141,305  | 7.83      | 31             |
|          | 기타우파                                                  | DVD      | 917,758    | 4.14     | 496,463    | 3.41      | 9              |
| 우파연합 | 우파연합                                                  | 우파연합 | 12,875,139 | 58.13    | 8,399,938  | 57.62     | 396            |
|          | 프랑스 공산당                                             | PCF      | 4,434,832  | 20.02    | 2,935,775  | 20.14     | 34             |
|          | 민주사회좌파연합                                          | FGDS     | 3,660,250  | 16.53    | 3,097,338  | 21.25     | 57             |
|          | 통합사회당                                                | PSU      | 1,037,063  | 4.68     | 144,361    | 0.99      | 0              |
| 좌파연합 | 좌파연합                                                  | 좌파연합 | 9,132,145  | 41.23    | 6,177,474  | 42.38     | 91             |
|          | 진보와 자유를 위한 공화연합                               | ARPL     | 28,736     | 0.13     | -          | -         | 0              |
|          | 기타                                                      |          | 111,195    | 0.50     | -          | -         | 0              |
| 합계     | 합계                                                      | 합계     | 22,147,215 | 100      | 14,577,412 | 100       | 487            |